# Saint John Capisterre

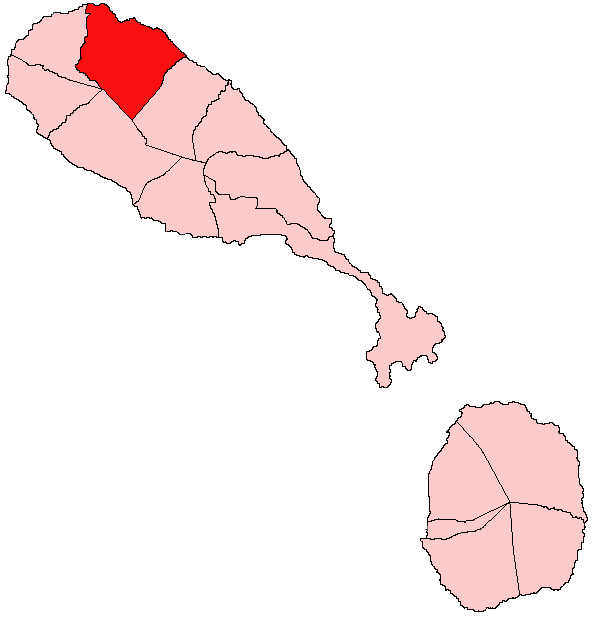

Saint John Capisterre – parafia w zachodniej części wyspy Saint Kitts należącej do Saint Kitts i Nevis. Jej stolicą jest Dieppe Bay. Powierzchnia parafii wynosi 24,8 km², liczy ona 3181 mieszkańców (2001).